# Limnophila nebulicola
Limnophila nebulicola är en tvåvingeart som beskrevs av Alexander 1929. Limnophila nebulicola ingår i släktet Limnophila och familjen småharkrankar. Inga underarter finns listade i Catalogue of Life.